# Metoda Silvy

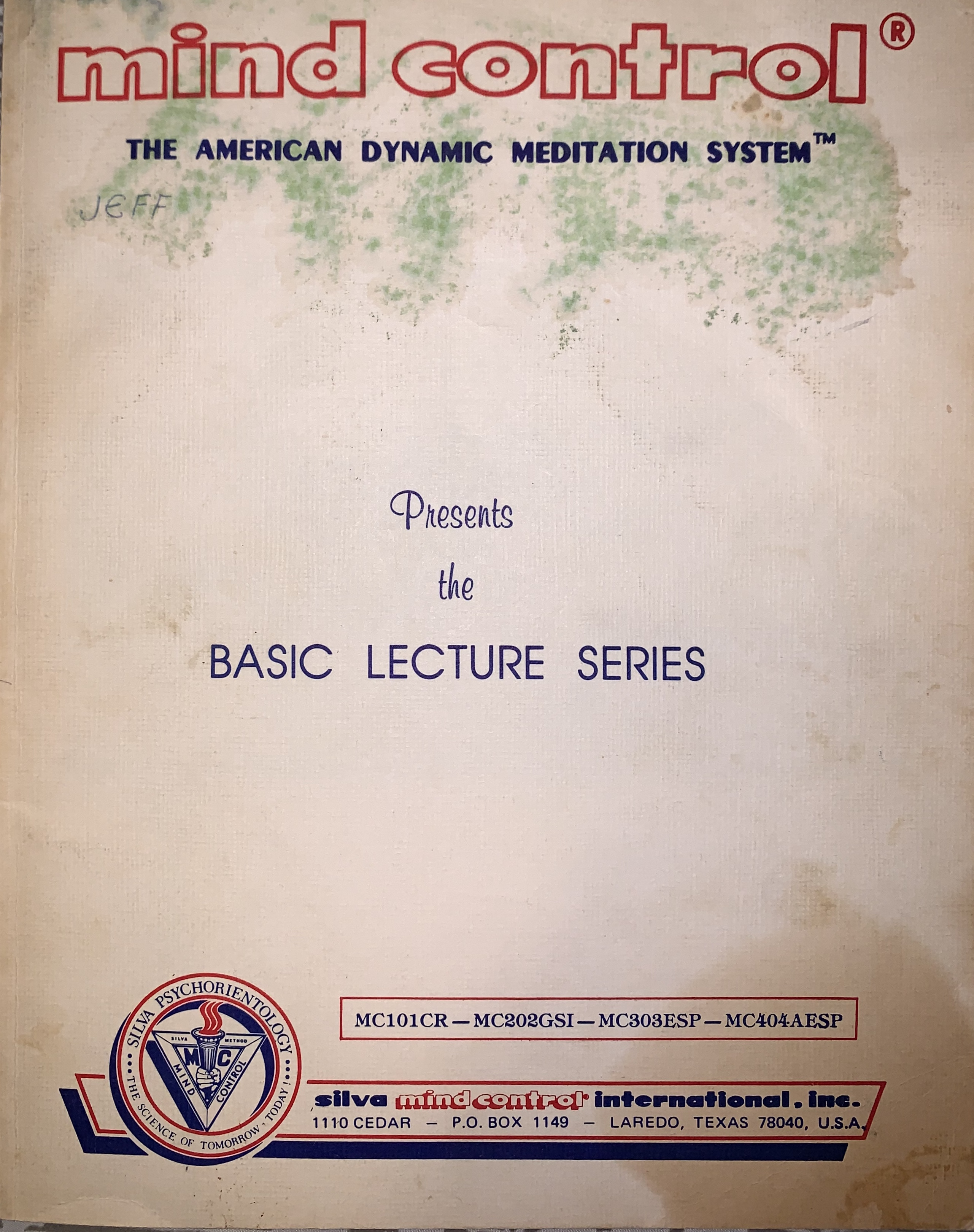

Metoda Silvy jest programem samopomocy i medytacji wynalezionym przez José Silvę. Zakłada on możliwość zwiększenia swoich zdolności poprzez relaksację, rozwinięcie wyższych funkcji mózgowych i parapsychologicznych zdolności takich jak jasnowidzenie. Została zakwalifikowana jako nowy ruch religijny.

## Biografia
José Silva, pracując jako mechanik wykazywał zainteresowanie psychologią, chcąc sprawdzić, czy istnieje możliwość podniesienia ilorazu inteligencji u swoich dzieci.
Po eksperymentach i byciu przekonanym o rozwinięciu się zdolności jasnowidzenia u swojej córki, Silva rozpoczął badania nad możliwością rozwoju zdolności parapsychologicznych u człowieka.
W 1944 Silva rozpoczął pracę nad swoją metodą, nazywaną wtedy Metodą samokontroli umysłu Silvy. Używał jej na swojej rodzinie i przyjaciołach zanim wypuścił ją komercyjnie w roku 1960.
Silva zajmował się badaniem fal mózgowych, próbując zbadać, które części mózgu są aktywne w trakcie wejścia mózgu na daną częstotliwość.

## Technika
Celem techniki jest osiągnięcie stanu alfa, przy którym częstotliwość fal mózgowych schodzi od 7 – 14 Hz. Jako przykład takiego stanu autor podaje śnienie na jawie i przejście do snu.
Silva twierdził, że stworzył program umożliwiający ludziom osiągania pewnych rozszerzonych stanów świadomości. Uważał również, że osoby będące w tym stanie mogą wysyłać swoje „mentalne intencje”.
Według Silvy, kiedy osoba osiągnie stan „mentalnej projekcji”, może obserwować oddalone obiekty bądź skontaktować się z wyższą inteligencją i poprosić ją o przewodnictwo. Informacje podczas „sesji” mogą być odbierane jako myśli, obrazy, uczucia, zapachy i dźwięki. Według Silvy tak uzyskane dane mogą pomóc w rozwiązywaniu problemów.

## Kontrowersje
James Randi napisał o metodzie Silvy: „twierdzi, że pozwala rozwinąć pamięć, zdolności uczenia, i paranormalne moce jak telepatia. Większość kursu polega na ‘odwiedzaniu’ nieobecnych osób wymyślonych przez studentów i wykonywaniu na nich diagnozy. Nie ma żadnych testów wykazujących skuteczność owej techniki; testy takie są odradzane przez jej nauczycieli.”.